# Династија Амала
Династија Амали је била једна од водећих готских династија. Такође су се звали и Амалси, Амалери или Амалингзи, и у једном моменту сматрани су за највиши чин међу готским борцима и племством. Према готској легенди, Амали су потекли од древног хероја који је својим подвизима заслужио да носи име Амала или „моћни“.
Међутим, Готи су се поделили на две гране око 200. године - на Остроготе и на Визиготе и историја ове две групе је до 395. године постала потпуно различита. Едвард Гибон пише у својој Историји опадања и пропасти Римског царства (поглавље 31, напомена 160): „Прави наследници готског престола су били Амали, али кнежеви који су били хунски вазали командовали су племенима Острогота у неким далеким деловима Немачке или Сцинтије."
Овај вакуум ће искористити њихови противници, династија Балти, која је владала Визиготима у Италији и Галији, да преузму вођство над германским народима и да се уздигну до краљевског положаја. Балт Аларих I је повео Готе у пљачкање Рима 410. године, који је такође основао и краљевску династију Балта. Овај успех, као и стварање краљевске династије, повећало је тензије између две породице, што је довело до узурпирања престола од стране Амалија Сигериха 415. године, који ће међутим, владати само седам дана. 
Династија Амали је од 395. године била владајућа династија Острогота а Балти су били владајућа династија Визигота.

## Потомци
Потомцима Амала сматрало се да су Билунги, војводе Саксоније, који су такође познати као Амелунги или Емлингени.

## Генеалогија
Гаут
- Хулмул
  - Авгис
    - Амал
      - Хисарна
        - Острогота (ум. после 251), краљ је Гота.
          - Хунуил, краљ Острогота
            - Атал, краљ Острогота
              - Агиулф, краљ Острогота
                - Ансила, краљ Острогота
                - Едиулф, краљ Острогота
                - Вултвулф. Вултвулфова линија
                - Ерманарих (ум. ок. 376), краљ Острогота. Германарих линија

              - Одвулф

### Вултвулфова линија
Вултвулф
- Валараванс
  - Винитарије (Витимир?) (ок. 390), краљ Острогота 380 година
    - Вандалар (умер в 459), краљ Острогота 95—440 година
      - Валамер (420 — 469), краљ Острогота  440 година
      - Теодемир ( - 474), краљ Острогота 469 година; жена Ерелиева
        - Амалфрида (убијен 523/525); 1. муж: Н (ум. до 500); 2. муж: од в. 500 - Трасамунд (пре 460-523), краљ Вандала из 496.
          - Теодахад (убијен децембра 536), краљ Острогота од 534; жена: Гуделива
            - Теудегискл (умро 536)
            - Теоденанда; муж: Абримуд
              - сын

            - (из 1. брака) Амалаберга; муж: од  510 - Херменефред (убијен 534), краљ Тирингијана од 507. године

        - (ванбрачни) Теодорик Велики (454 - 30. август 526), краљ Острогота од 470, краљ Италије од 493; супруга: од ца. 493 године - Аудофледа (око 470 - после 526), ћерка Хилдерика I (умрла 481/482), краља Франака од око. 457 година
          - Амаласунта (око 495 - 30. априла 535), краљица Острогота 526-534; муж: од 515 - Еутарик (око 480-522)
          - (ванбрачна) Тиудигото (око 473. - не раније од 502.); муж: од 494 - Аларик II (убијен 507), краљ Визигота од 484
          - (незаконито) Акутно (475/480 - до 520); муж: од 494/496 - Сигисмунд (убијен 1. маја 524), краљ Бургундаца 516-524.

      - Витимир I (умро 473), краљ Острогота од 469. године
        - Витимир II, краљ Острогота од 473. године

### Ерманарик линија
Ерманарик (умро око 376), краљ Острогота
- Гунимунд
  - Торисмунд (убијен 451/455)
    - Беримуд
      - Ветерих
        - Еутарик (Флавије Еутарик Еилика) (око 480-522), конзул Римског царства 519; жена; од 515 - Амаласунта (око 495 - 30. април 535), краљица Острогота 526-534
          - Аталарих (516 — 2. октобар 534), краљ Острогота од 526 г.
          - Матасунта  (518 - после 550); 1. муж: од 536. - Витигис (око 500-542), краљ Острогота 536-540; 2. муж: од 542 - Герман (500/510 - 551), нећак цара Јустинијана I